# Wolfgang Glaser (Elektroingenieur)
Wolfgang Glaser (* 10. Mai 1931 in Jena; † 3. Oktober 2017 in Dresden) war ein deutscher Elektroingenieur und Nachrichtentechniker. Durch mehrere Bücher zu Elektronik und Nachrichtentechnik wurde er über Fachkreise hinaus bekannt.

## Leben
Glaser verbrachte seine Kindheit in Jena. 1946 wurde die Familie im Rahmen der Aktion Ossawakim in die Sowjetunion nach Kolomna und Sagorsk deportiert, wo sein Vater Paul Glaser als Konstrukteur der Firma Carl Zeiss in der Arbeitsgruppe von Karl Papello tätig war und auch Wolfgang arbeitete, während er gleichzeitig in Abendschule und Fernstudium am Moskauer Energetischen Institut seine Ausbildung weiterführte. Nach der Rückkehr nach Deutschland 1952 studierte Glaser Elektrotechnik an der Technischen Hochschule Dresden (heute TU Dresden) und war seit 1956 in der nachrichtentechnischen Geräteentwicklung und der Industrieforschung tätig. Von 1964 bis 1983 war Glaser Abteilungsleiter am Institut für Nachrichtentechnik Berlin, Außenstelle Dresden. Er habilitierte sich 1970 zur Mehrkanalübertragung von Nachrichtensignalen. 1983 erhielt Glaser einen Ruf als Hochschullehrer auf den Lehrstuhl für Optoelektronik an der Humboldt-Universität zu Berlin und war dort Direktor des Instituts für Elektronik und Nachrichtentechnik bis zu dessen Auflösung 1995.

## Bücher
- Elektronen am Werk Verlag Neues Leben Berlin, 1961
- Elektronik, woher – wohin? VEB Fachbuchverlag Leipzig, 1966 und Lizenzausgabe Basel, 1966
- Mikroelektronik VEB Fachbuchverlag Leipzig, 1970 und Lizenzausgabe Vogel-Verlag, Würzburg, 1970 (Fachbuch)
- Mehrkanalübertragung von Signalen Akademische Verlagsgesellschaft Geest & Portig K. G., Leipzig, 1977 (Fachbuch)
- Lichtwellenleiter: Eine Einführung VEB Verlag Technik, Berlin, 1981 (Lehrbuch, überarbeitete Auflagen VEB Verlag Technik, Berlin, 1986; Verlag TÜV Rheinland, Köln, 1986; Berlin, 1990) und Lizenzausgaben Moskva, Energoatomisdat 1985; SNTL - 1984, SNTL - Státní nakladatelství technické literatury (CZ) 1984; Drshavno Isdatjestvo „Technika“ Sofia, 1985
- Photonik für Ingenieure: mit Aufgaben und Lösungen Verlag Technik, Berlin, 1997 (Lehrbuch)
- Von Handy, Glasfaser und Internet: So funktioniert moderne Kommunikation Vieweg Braunschweig/Wiesbaden, 2001